# Municipio de Ronald
El municipio de Ronald (en inglés: Ronald Township) es un municipio ubicado en el condado de Ionia en el estado estadounidense de Míchigan. En el año 2010 tenía una población de 1869 habitantes y una densidad poblacional de 19,82 personas por km².

## Geografía
El municipio de Ronald se encuentra ubicado en las coordenadas 43°4′44″N 85°1′13″O / 43.07889, -85.02028. Según la Oficina del Censo de los Estados Unidos, el municipio tiene una superficie total de 94.29 km², de la cual 93,72 km² corresponden a tierra firme y (0,61 %) 0,57 km² es agua.

## Demografía
Según el censo de 2010, había 1869 personas residiendo en el municipio de Ronald. La densidad de población era de 19,82 hab./km². De los 1869 habitantes, el municipio de Ronald estaba compuesto por el 96,63 % blancos, el 0,43 % eran afroamericanos, el 0,21 % eran amerindios, el 0,21 % eran asiáticos, el 1,66 % eran de otras razas y el 0,86 % eran de una mezcla de razas. Del total de la población el 4,07 % eran hispanos o latinos de cualquier raza.